# Relentless (álbum de Pentagram)
Pentagram es el álbum debut de la banda estadounidense de heavy metal Pentagram, publicado en el año de 1985 después de 14 años de espera desde su fundación. En 1993 la disquera Peaceville Records reeditó el álbum y lo lanzó bajo el nombre Relentless, por lo que ahora se conoce comúnmente de esta manera.
Después de disolverse la formación original de la banda sin haber logrado lanzar un álbum de estudio, Bobby Liebling se une en 1980 a un grupo de heavy metal llamado Death Row con Victor Griffin como guitarrista, Joe Hasselvander como baterista y Martin Swaney como bajista, la banda pronto comienza a componer material nuevo y en enero de 1982 lanzan el demo "All Your Sins" como "Death Row" con una dedicatoria hacia Blue Cheer, a partir de este trabajo la banda decide regrabar algunas pistas vocales y de guitarra creando una nueva mezcla, cambiando además el nombre de la banda por el de la agrupación original de Liebling y auto-financiando el lanzamiento del disco bajo el sello Pentagram Records.
Originalmente la portada del disco homónimo consistía en el nombre del álbum y al mismo tiempo de la banda en un logo púrpura sobre un fondo completamente negro, después de que Peaceville Records re-editra por primera vez el disco en 1993, la portada cambió casi completamente, conservando el fondo y consistiendo en el logo actual de la banda junto al nuevo nombre de la reedición y con un pentagrama invertido decorando una gran parte de la superficie, cuyo diseño se ha mantenido en las posteriores ediciones del disco hasta la actualidad.

## Lista original
Todas las canciones escritas y compuestas por Liebling, Griffin, Hasselvander y Swaney. 
| N.º | Título                         | Duración |  |
| 1.  | «Relentless»                   | 3:49     |  |
| 2.  | «Sign of the Wolf (Pentagram)» | 3:10     |  |
| 3.  | «All Your Sins»                | 4:38     |  |
| 4.  | «Run My Course»                | 2:46     |  |
| 5.  | «Death Row»                    | 4:14     |  |
| 6.  | «Dying World»                  | 4:00     |  |
| 7.  | «The Ghoul»                    | 5:14     |  |
| 8.  | «You're Lost I'm Free»         | 2:17     |  |
| 9.  | «The Deist»                    | 3:48     |  |
| 10. | «Sinister»                     | 4:33     |  |
| 11. | «20 Buck Spin»                 | 4:20     |  |

## Reedición
| N.º | Título                         | Duración |  |
| 1.  | «Death Row»                    | 4:14     |  |
| 2.  | «All Your Sins»                | 4:38     |  |
| 3.  | «Sign of the Wolf (Pentagram)» | 3:10     |  |
| 4.  | «The Ghoul»                    | 5:14     |  |
| 5.  | «Relentless»                   | 3:49     |  |
| 6.  | «Run My Course»                | 2:46     |  |
| 7.  | «Sinister»                     | 4:33     |  |
| 8.  | «The Deist»                    | 3:48     |  |
| 9.  | «You're Lost, I'm Free»        | 2:17     |  |
| 10. | «Dying World»                  | 4:00     |  |
| 11. | «20 Buck Spin»                 | 4:20     |  |

## Integrantes
- Bobby Liebling - voz
- Victor Griffin - guitarra
- Joe Hasselvander - batería
- Martin Swaney - bajo

- Datos: Q6057639